# 庆春路隧道
庆春路隧道，又称庆春路过江隧道或庆春隧道，是杭州市一条穿越钱塘江的河底隧道。北连杭州庆春东路，南接萧山市心北路，西距钱江三桥2.5公里，东距钱江二桥2.6公里。庆春隧道是杭州市第一条过江隧道，它连接起了杭州钱江新城和南岸萧山的钱江世纪城这两个新中心。

## 简介
2006年6月28日开工建设，2010年12月28日通车。从通车日起至2011年6月30日是试运行期。由浙大网新集团投资建设，中铁隧道集团施工承建。建设周期历时4年，总投资达20.96亿元。
隧道全长4180米，其中主线长3765米，水下长度1241米，双向双管四车道，隧道的平均深度为25米，最底点离江面有36米。通行限高4.5米，设计时速60公里/小时。往来于钱江两岸只需6分钟。
杭州地铁2号线过江隧道与该隧道并行，并在隧道东西口各设有钱江世纪城站和钱江路站。